# David DiCanot
David DiCanot (Fort-de-France, Martinica, 23 de septiembre de 1973) es un exfutbolista de Martinica que jugaba en la posición de defensa.

## Carrera

### Club
| Periodo   | Club                |
| --------- | ------------------- |
| 1991-1994 | Olympique Marseille |
| 1994-1995 | FC Istres           |
| 1995-1996 | US Marignane        |
| 1996-1997 | FC Martigues        |
| 1997-1998 | FC Lorient          |
| 1998-2000 | FC Martigues        |
| 2000-2002 | RC Paris            |
| 2002-2006 | Club Franciscain    |
| 2006-2007 | Club Colonial       |
| 2010-2014 | US Marinoise        |

### Selección nacional
A nivel de selecciones nacionales representó a Francia en la categoría sub-18 con la que jugó 8 partidos internacionales de 1990 a 1991. A nivel de selección absoluta decide jugar para Martinica, con la que jugó en 12 ocasiones de 2002 a 2003 y jugó en dos ediciones de la Copa de Oro de la Concacaf.

## Logros
- Championnat de la Martinique (4): 2002-03, 2003-04, 2004-05, 2005-06.
- Coupe de la Martinique (3): 2002-03, 2003-04, 2004-05.